# 1973 في باكستان
فيما يلي قوائم الأحداث التي وقعت خلال عام 1973 في باكستان.

## سياسة

### تعيين في المنصب
- 14 أغسطس – ذو الفقار علي بوتو رئيس وزراء باكستان.
- 14 أغسطس – فضل إلهي شودري رئيس باكستان.

### انتهاء فترة المنصب
- 13 أغسطس – ذو الفقار علي بوتو رئيس باكستان.
- 13 أغسطس – فضل إلهي شودري رئيس المجلس الوطني الباكستاني.

## مواليد

### أغسطس
- 13 أغسطس – كاملة شمسي كاتبة باكستانية.

### أكتوبر
- 28 أكتوبر – مريم نواز شريف سياسية باكستانية.

## وفيات

### أبريل
- 13 أبريل – بلرج ساهني (مواليد 1913) ممثل هندي.